# Phakellia ventilabrum
Espèce
L'éponge calice (Phakellia ventilabrum) est une espèce d'éponges. Elle possède une forme de coupe, pouvant aller jusqu'à 50 cm de large. Elle se rencontre jusqu'à plusieurs centaines de mètres de profondeur sur les côtes européennes.